# Elisa Pirro
Elisa Pirro (Torino, 15 luglio 1973) è una politica italiana, dal 23 marzo 2018 senatrice della Repubblica per il Movimento 5 Stelle.

## Biografia
Nata il 15 luglio 1973 a Torino, ma cresciuta nel Lazio fino all'età di 19 anni, vive ad Orbassano, nella città metropolitana di Torino, e si è laureata in scienze biologiche (indirizzo fisiopatologico) con la votazione di 102/110 il 4 luglio 2000 all'Università degli Studi di Torino, dove ha frequentato il laboratorio di Farmacologia del Dipartimento di Scienze Cliniche e Biologiche della stessa Università di Torino negli anni 1997-98-99 e 2000.
Dal 4 maggio 2001 lavora come tecnico di ricerca del Dipartimento di Scienze Cliniche e Biologiche presso l'Università degli Studi di Torino nel Servizio di Farmacologia Clinica "Franco Ghezzo", dove si è occupata di ricerca in studi di farmacocinetica e terapia antineoplastica e di dosaggio farmaci in HPLC per ottimizzazione della terapia in ambito onco-ematologico e cardiologico.
Dal 2009 è socio della Società Italiana di Farmacologia (SIF).

## Carriera politica

### Gli inizi nel M5S
Nell'ambito politico ha seguito fin dall’inizio il blog di Beppe Grillo, partecipando al V2-Day a Torino nel 2008 e alla nascita del Movimento 5 Stelle (M5S) di Grillo e Gianroberto Casaleggio nel 2009, iniziando così l'esperienza politica.
Dal 2009 partecipa agli incontri e iniziative del Genio Orbassano (Coordinamento genitori-insegnanti) per cercare di arginare gli effetti della riforma Gelmini.
Nel 2012 aderisce al gruppo locale del M5S a Orbassano, occupandosi di temi ambientali, contrasto alla costruzione dell'inceneritore e controlli attenti sul suo funzionamento, lotta al TAV Torino-Lione e opposizione con successo alla costruzione di una centrale a biomasse.

### Candidatura a sindaco di Orbassano
Viene candidata a sindaco di Orbassano per il Movimento 5 Stelle alle elezioni comunali del maggio del 2013, in cui raccoglie il 17,20% dei voti, che non le permette di accedere al ballottaggio. Riesce a diventare consigliere comunale di opposizione, rimanendo in carica per tutti i cinque anni, con il ruolo di capogruppo del M5S.
Nel ottobre 2016 viene eletta consigliera della Città metropolitana di Torino con deleghe all'ambiente e vigilanza ambientale, risorse idriche e qualità dell'aria, tutela fauna e flora, parchi e aree protette, carica da cui si dimette nel marzo del 2018.

### Elezione a senatrice del M5S
Alle elezioni politiche del 2018 viene candidata al Senato della Repubblica tra le liste del Movimento 5 Stelle, ed eletta nella circoscrizione Piemonte, in cui era capolista, pur essendo stata sconfitta nel collegio uninominale Piemonte - 03 (Torino-Collegno) con il 29,79% dalla candidata di centro-destra Roberta Ferrero (32,42%)
Nella XVIII legislatura della Repubblica è stata membro della Commissione parlamentare d'inchiesta sui fatti accaduti presso la comunità "Il Forteto", componente e capogruppo del Movimento 5 Stelle nella 5ª Commissione Bilancio e nella 12ª Commissione permanente Igiene e Sanità, oltre a ricoprire l'incarico di tesoriera del gruppo parlamentare del M5S al Senato dal 28 ottobre 2020 al 9 novembre 2021.
Agli inizi di dicembre 2021 presenta degli emendamenti alla legge di Bilancio per l'anno 2022, assieme alle colleghe Paola Boldrini e Caterina Biti (PD), Maria Virginia Tiraboschi (FI), Maria Teresa Bellucci (FdI) e Loredana De Petris (LeU) con il presidente dell’Ordine degli Psicologi David Lazzari, per istituire un fondo sulla salute mentale, ampliando la platea di chi intraprende percorsi di psicologia e psicoterapia, dando un contributo a chi, per difficoltà economiche, non riesce ad accedere ai servizi.

### Rielezione al Senato della Repubblica
Alle elezioni politiche anticipate del 2022 si è ricandidata al Senato per il Movimento 5 Stelle, sia nel collegio uninominale Piemonte-02 (Moncalieri), sostenuta dal M5S, che nel collegio plurinominale Piemonte - 01 in prima posizione. Nell’uninominale raccoglie il 13,56% dei voti e viene superata dalla candidata del centro-destra, in quota Fratelli d'Italia, Paola Ambrogio (43,07%), mentre nel plurinominale viene rieletta senatrice.
Nella XIX legislatura è componente della 10ª Commissione Affari sociali, sanità, lavoro pubblico e privato, previdenza sociale e tesoriera del gruppo parlamentare del Movimento 5 Stelle al Senato della Repubblica.